# Santa Maria del Rosario in Prati
Santa Maria del Rosario in Prati är en kyrkobyggnad i Rom, helgad åt Jungfru Maria och särskilt åt hennes roll som Vår Fru av Rosenkransen. Kyrkan är belägen vid Via degli Scipioni i Rione Prati och tillhör församlingen Santa Maria del Rosario in Prati.
Kyrkan förestås av dominikanorden.

## Historia
Vid en tvärgata till Via degli Scipioni – Via Ottaviano – byggdes åren 1898–1901 kyrkan Vergine del Rosario. Arkitekt var Carlo Del Pelo Pardi. Denna kyrka visade sig dock med tiden vara för liten och dominikanerna bestämde sig för att riva den och uppföra en större kyrka i närheten.
Den nuvarande kyrkan uppfördes åren 1912–1916 i nygotik efter ritningar av arkitekten Guglielmo Palombi. Kyrkan konsekrerades den 25 juni 1916 av kardinal Basilio Pompili.

## Exteriören
Fasaden uppvisar en portal med en spetsbåge, vilken hyser en lynett med mosaiken Jungfru Marie kröning. Ovanför denna ses ett rosettfönster med rika marmorsniderier. Fasadens muryta är i tegel, medan de arkitektoniska detaljerna är utförda i kalksten.

## Interiören
Interiören är treskeppig med polygonal absid. Mittskeppets polykroma fönster avbildar tio kvinnor från Gamla Testamentet, vilka är menade att på olika vis hänsyfta på Jungfru Maria: Eva, Sara, Rebecka, Jael, Ester, Rakel, Hanna, Debora, Abigail och Judit. Kartongerna till dessa fönster ritades av Duilio Cambellotti (1876–1960) och själva fönstren utfördes åren 1915–1916 av Cesare Picchiarini (1871–1943).
Högaltaret har en nygotisk altaruppsats. Raffaele Gagliardi har utfört den förgyllda triptyken som framställer Vår Fru av Rosenkransen och de heliga Dominikus och Katarina av Siena. Högkorets tre lansettfönster framställer Rosenkransens mysterier.
På ömse sidor av högkoret finns sidokapell. Det högra är invigt åt den helige Josef. Altarmålningen framställer honom med Jesusbarnet samt de heliga Thomas av Aquino och Vincentius Ferrer, som båda var dominikaner. Det vänstra kapellet är invigt åt Jesu heliga hjärta och har en altarmålning med Jesus Kristus med de heliga Pius V och Antonino Pierozzi, som även de var dominikaner.
Ovanför ingången till sakristian sitter en fresk som avbildar den heliga Rosa av Lima med Jesusbarnet. Sakristian hyser bland annat målningen Kristus och äktenskapsbryterskan av Alfred Leduc och Fem dominikanska martyrer av Luigi Bartolini.